# Inglês de Samaná
O inglês de Samaná é uma variedade da língua inglesa falada por descendentes de afro-americanos. É aparentado com o inglês vernáculo afro-americano, mas tem variações exclusivas. 
É descrito como uma língua crioula ou um dialeto do inglês, semelhante aos crioulos ingleses do Caribe, especialmente ao crioulo falado nas Turcas e Caicos e nas Bahamas.
A 15ª edição (2005) do Ethnologue excluiu o inglês de Samaná da sua lista de idiomas, mas os linguistas ainda o consideram como variante linguística.

## História
A partir de 1824,  negros livres migraram dos Estados Unidos para a ilha de Hispaniola - então sob a administração haitiana - motivados por campanhas de emigração patrocinadas pelo então presidente do Haiti, Jean-Pierre Boyer. Esses imigrantes se estabeleceram na península de Samaná, formando uma espécie de enclave, e ficaram conhecidos como "americanos de Samaná".
Relatos da época referem-se a naufrágios de embarcações provenientes dos Estados Unidos, trazendo negros livres que pretendiam se estabelecer ilha, atraídos por facilidades oferecidas pelo governo haitiano aos imigrantes: pagamento dos custos da viagem, terrenos férteis para cultivo, alimentos, ferramentas, além de liberdade e igualdade.

## Situação atual
Embora seja difícil estimar o número atual de "americanos de Samaná", em razão da exogamia e da emigração da península, o número de falantes do inglês de Samaná  declinou, desde o censo da República Dominicana de 1950, quando 0,57% dos habitantes do país (12 200 pessoas) declararam que sua língua materna era o inglês. Em 2005, observadores americanos estimaram que houvesse 8 000 descendentes dos primeiros migrantes - falantes de uma variante do inglês americano do início do século XIX.
Há dificuldade em encontrar falantes do inglês de Samará, mesmo entre os mais velhos, e todos os que ainda falam a lingua também falam espanhol: não há monolíngues. 
Dada a influência dominante da cultura dominicana e, especialmente, a obrigatoriedade de se falar espanhol nas escolas, muitos marcadores da cultura dos chamados americanos de Samará estão desaparecendo.